# Mario Fayos
Mario Fayos, vollständiger Name Mario Guinemer Fayos Romero, (* 2. Februar 1927 in Montevideo) ist ein ehemaliger uruguayischer Leichtathlet.

## Karriere
Der 1,78 Meter große Fayos war in den Laufwettbewerben auf den Sprintstrecken aktiv. Bei den Südamerikameisterschaften 1947 war er Läufer der 4-mal-100-Meter-Staffel, die Silber holte. Er gehörte dem uruguayischen Aufgebot bei den Olympischen Spielen 1948 in London an. Auf der 100-Meter-Strecke erreichte er das Viertelfinale. Über 200 Meter und mit der 4-mal-100-Meter-Staffel schied er jeweils in den Vorläufen aus. Bei den Leichtathletik-Südamerikameisterschaften 1949 in Lima gewann er den Titel über 200 Meter und Bronze auf der 100-Meter-Strecke. Überdies nahm er mit der uruguayischen Mannschaft an den Panamerikanischen Spielen 1951 in Buenos Aires teil.

## Erfolge
- 1. Platz Südamerikameisterschaften: 1949 - 200 Meter
- 2. Platz Südamerikameisterschaften: 1947 - 4-mal-100-Meter-Staffel
- 3. Platz Südamerikameisterschaften: 1949 - 100 Meter

## Persönliche Bestleistungen
- 100 Meter: 10,3 Sekunden, 1949
- 200 Meter: 21,7 Sekunden, 1949[1]